# Isenhart – Die Jagd nach dem Seelenfänger
Isenhart – Die Jagd nach dem Seelenfänger ist ein deutscher Fernsehfilm, der auf der kriminalistischen Handlungsebene des Romans Isenhart von Holger Karsten Schmidt basiert.

## Handlung
Im Jahre 1171 wird ein Junge vermeintlich tot geboren, seine Mutter stirbt bei der Geburt. Ein Mann kommt in die Hütte und beatmet das Neugeborene, das daraufhin selbstständig zu atmen beginnt. Er übergibt der Amme das Kind, sie solle auf das Kind aufpassen, er werde es bei Zeiten abholen. Sollte sie es weggeben, werde er ihr ihren Kopf abschneiden. Der Mann geht und kurz darauf kommt ein weiterer Mann in die Hütte. Er nimmt der Frau das Kind ab. Zuerst erstickt er es, aber beatmet es dann auch wieder und nimmt es mit sich. Er übergibt das Kind an Sigimund von Laurin, der das Kind Isenhart nennen will, wenn dessen Herz aus Eisen sei und den nächsten Winter überstehen werde. Er lässt es von einem Schmied auf Burg Laurin aufziehen. 
Fünfzehn Jahre später erlernt Isenhart gemeinsam mit Konrad von Laurin im Auftrag des Walther von Ascisberg im Unterricht beim Mönch Hieronymus das Lesen und Schreiben, Walther selbst lehrt sie Wissenschaft und Kampfkunst. Aber ein grausames Verbrechen an Isenharts Geliebter, Anna von Laurin, beendet seine Jugend. Anna wird ermordet und ihr Herz herausgeschnitten. Der Täter ist anscheinend gleich gefunden: Händler Alexander von Westheim. Der Händler wird hingerichtet, behauptet aber noch, Erzbischof Wilbrand von Maulbronn sei der Mörder. Sigimund von Laurin begibt sich daraufhin mit seinem Sohn Konrad und Isenhart zum Kloster Maulbronn um vom Bischof zu erfahren, warum der Händler dieses behauptet hat. Es kommt zum Streit zwischen dem Bischof und Konrad, in dessen Verlauf Konrad den Bischof ohrfeigt. Der Bischof verlangt daraufhin die Auslieferung von Konrad, doch dessen Vater wehrt sich. Das Heer des Bischofs zieht zur Burg Laurin, diese wird zerstört und Konrads Eltern kommen ums Leben. Konrad kann mit seiner verbliebenen Schwester Sophie, der Zofe Marie, Mönch Hieronymus und Isenhart fliehen. Walther von Ascisberg schickt sie in die Nähe von Spira.
Fünf Jahre später sind Isenhart und Konrad als Wachmänner in Spira angestellt und besuchen hin und wieder den Hof von Konrads Schwester Sophie von Laurin und ihrer Zofe Marie in der Nähe. Die beiden Männer werden zu einer Scheune gerufen, in der einer jungen Frau ebenfalls das Herz herausgeschnitten wurde. Damit ist der wahre Serienmörder weiter unterwegs und Alexander von Westheim wurde zu Unrecht hingerichtet. Zusammen mit Konrad, dem Medicus Günther von Martensen und dessen Adlatus Henning von der Braake macht sich Isenhart auf die Jagd nach dem Serienmörder. Sie verdächtigen den rothaarigen und einarmigen Michael von Bremen und verfolgen ihn bis in seine Burg in Tarup. Sie finden ihn dort, es kommt zum kurzen Zweikampf und er flieht tiefer in seine Burg. Dort finden sie ihn erhängt vor und gehen von Selbstmord aus. 
Sie reiten zurück, am Hof von Sophie vorbei zur Burg Ascisberg, um Walther zu berichten. Sie finden heraus, dass Michael von Bremen nicht der Mörder sein kann. Dabei erfährt Isenhart auch, dass sein leiblicher Vater Sydal von Friedberg ist, der früher ebenfalls gemordet und die Herzen der Toten an sich genommen hat, nachdem er aus Toledo zurückgekommen ist. Aber Sydal sei tot. Walther, Sydal und Michael kämpften zusammen in der Schlacht von Doryläum und kannten sich daher.
Isenhart und Konrad reiten nach Toledo, wo sie erfahren, dass Sydal von Friedberg zusammen mit einem arabischen Medicus über den Sitz und die Unsterblichkeit der menschlichen Seele diskutierte und dass der Mörder auf Sydals Spuren weiter mordet und dessen Werk zur Vollendung bringen will. Zwar lebt Sydal noch, aber dieser hat dem Morden abgeschworen. In Toledo treffen sie auch auf Wilbrand von Maulbronn. Konrad verletzt den Bischof schwer und kann mit Isenhart entkommen.
Beide reiten wieder zurück zur Burg Ascisberg und erfahren, dass Walther verstorben ist und er Isenhart zu seinem Erben gemacht hat. In Spira gab es wieder einen Mord: ein junger Mönch, dem auch das Herz herausgeschnitten wurde. Isenhart und Konrad reiten nach Spira und besuchen wieder Sophie auf deren Hof. Pater Hieronymus liegt im Sterben. Isenhart entdeckt, dass Michael von Bremen keinen Selbstmord begangen haben kann, da er den Kreuzlaufknoten an seinem Hals nicht mit einer Hand hätte binden können. Der Verdacht fällt für Isenhart auf Günther von Martensen. In Spira erfährt Isenhart, dass Günther von Martensen schwer erkrankt mit seinem Adlatus zur Leprahöhle in Maulbronn gegangen ist. Dort trifft er auf Henning, der ihm eine Art Experimentiereinrichtung zeigt, mit der man das Entweichen der Seele aus dem sterbenden Körper sehen soll. Die Sterbenden liegen auf einer Bahre und werden dabei gewogen. Genau zum Todeszeitpunkt werden die Menschen immer um 45 g leichter, die Seele ist entwichen. Isenhart erfährt, dass Günther in Toledo Sydal kennengelernt hat und von dessen Idee, die Seele in den reinen Herzen zu suchen, begeistert war. Günther hat die Morde fortgesetzt und Henning hat ihm dabei geholfen. Henning kann mit seinem Gehilfen Isenhart und Konrad, der zwischenzeitlich eingetroffen ist, überwältigen und flieht durch einen Gang. Isenhart und Konrad folgen ihm, der Gang führt in das Kloster. Dort werden sie gefangen genommen. Wilbrand von Maulbronn lebt und er will Isenhart und Konrad dem Kardinal Ernst von Regensburg am nächsten Tag zur Verurteilung vorführen. In der Nacht kann sich Isenhart aus seinem Verlies befreien. Es kommt zum Kampf zwischen Isenhart und Henning und Isenhart erfährt dabei, dass Henning sein Halbbruder ist. Währenddessen erreicht der Kardinal das Kloster, und Isenhart und Konrad können den Bischof anschuldigen. Der Kardinal lässt das Gottesurteil entscheiden. Im Abschlusskampf erschießt Isenhart den Bischof mit einer Armbrust und erschlägt Henning.
Isenhart und Sophie werden ein Paar, er „ist angekommen“.

## Produktion

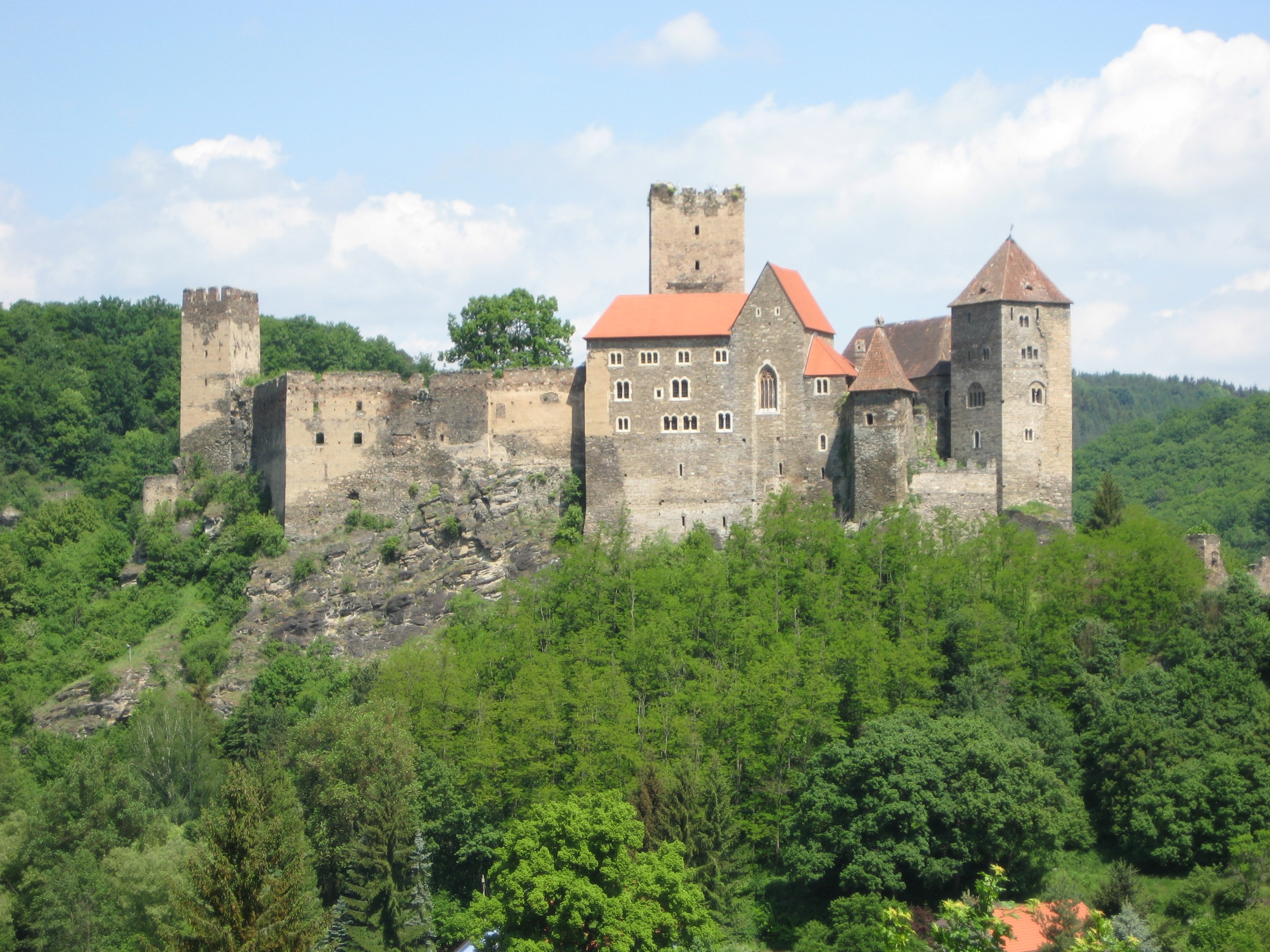
Drehort, Burg Hardegg

Ende April 2010 gab ProSieben bekannt, dass sie den Roman Isenhart von Holger Karsten Schmidt mit Jeanette Biedermann und Sebastian Ströbel verfilmen werden. Die Dreharbeiten fanden im Sommer 2010 in Budapest, Berlin und Wien statt. Da es im Film auch Winterszenen gibt, musste Kunstschnee hergestellt werden. Weitere Drehplätze waren Burg Hardegg und die Burgruine Kaja. Da die Burg Kaja nur zu Fuß erreichbar ist, musste das Produktionsteam die Ausrüstung 500 Meter mit Leiterwagen transportieren. Außerdem musste Budapest als spanisches Toledo herhalten. Das Produktionsteam bestand aus 130 Personen.
Der Film wurde in Zusammenarbeit mit ORF, ProSiebenSat.1 Media, Dor Film und Filmpool München produziert.
Bei Innenaufnahmen setzte man statt auf künstliches Licht auf natürliche Lichtquellen.
Das Budget lag bei fünf Millionen Euro.

## Ausstrahlung

### Deutschland
In Deutschland wurde der Film am 3. Oktober 2011 in der Hauptsendezeit von ProSieben gezeigt. Dabei erreichte der Film eine Quote von 3,95 Millionen Zuschauern und 12,8 Prozent Marktanteil. In der werberelevanten Zielgruppe erreichte der Film 19,7 Prozent und war somit in dieser Gruppe Tagessieger.

### Österreich
Die Weltpremiere fand am 11. September 2011 in ORF eins statt.

## Kritiken
„So ist der Genrespagat zwischen romantischem Historienfilm und düsterem Okkultismuskrimi dank der atmosphärischen Kulisse zumindest optisch größtenteils gelungen. Dagegen verliert man bei der Tätersuche mit zu vielen Nebenkriegsschauplätzen und skurrilen Wendungen bald den Überblick. Zeitgemäße Ermittlungsmethoden wie etwa bei „Der Name der Rose“ dürfen Sie nicht erwarten. Denn der stets wie frisch geföhnt wirkende Isenhart ist mit seinem Forensikwissen dem Mittelalter so weit voraus, dass man den Recken getrost als Profiler-Ritter bezeichnen kann. […] Mittelalter-CSI - ohne Herzblut gespielt.“

„So billig, dass in der mit Bergen von ‚Kunstschnee‘ erzeugten, angeblich eisigen Winterlandschaft nicht ein Hauch vom Atem der Protagonisten zu sehen ist. Und so billig, dass man Dialoge hört, die man ähnlich zuletzt in den Karl-May-Verfilmungen der frühen 1960er Jahre gehört hat. Da wundert es schon fast, dass Thurn es trotz fehlender Mittel geschafft hat, dem Film eine dreckige, triste, düstere Atmosphäre zu verpassen. Nur das alleine reicht leider nicht.“

„Aufwendig, aber umständlich inszenierter (Fernseh-)Historien- und Kostümfilm, dessen Mischung aus mittelalterlicher Sophistik und blutigem Gemetzel nicht aufgeht. Während das Alltagsleben nur streiflichtartig aufscheint, wird die barbarische Gewalt in Zweikämpfen, in fragwürdigen Gottesurteilen und den grausigen Schlächtereien des Mörders breit ausgemalt.“

„Isenhart schickt sich an, eine Art Profiler des Mittelalters zu werden. Nach dem Mord an seiner Jugendliebe Anna begibt er sich auf die Suche nach dem Verbrecher, der seiner Liebsten das Herz aus dem Leib gerissen hat. Ritterspiele mit Krimi-Einlage – ein nicht alltäglicher Genre-Mix, eine Idee mit Potenzial. ‚Isenhart – Die Jagd nach dem Seelenfänger‘, dieses Road-Movie zu Pferde in Kettenhemd und Kutte, zieht einen rasch in den Bann. Was Hansjörg Thurn, was die Ausstatter, die Kamera oder der Cutter 120 Minuten zaubern – das liegt handwerklich noch über dem, was Thurns Quotenhit ‚Die Wanderhure‘ zu bieten hatte. Leider verzettelt sich die Story zwischenzeitlich – und der Film verliert etwas an Drive.“